# Leon Nencki

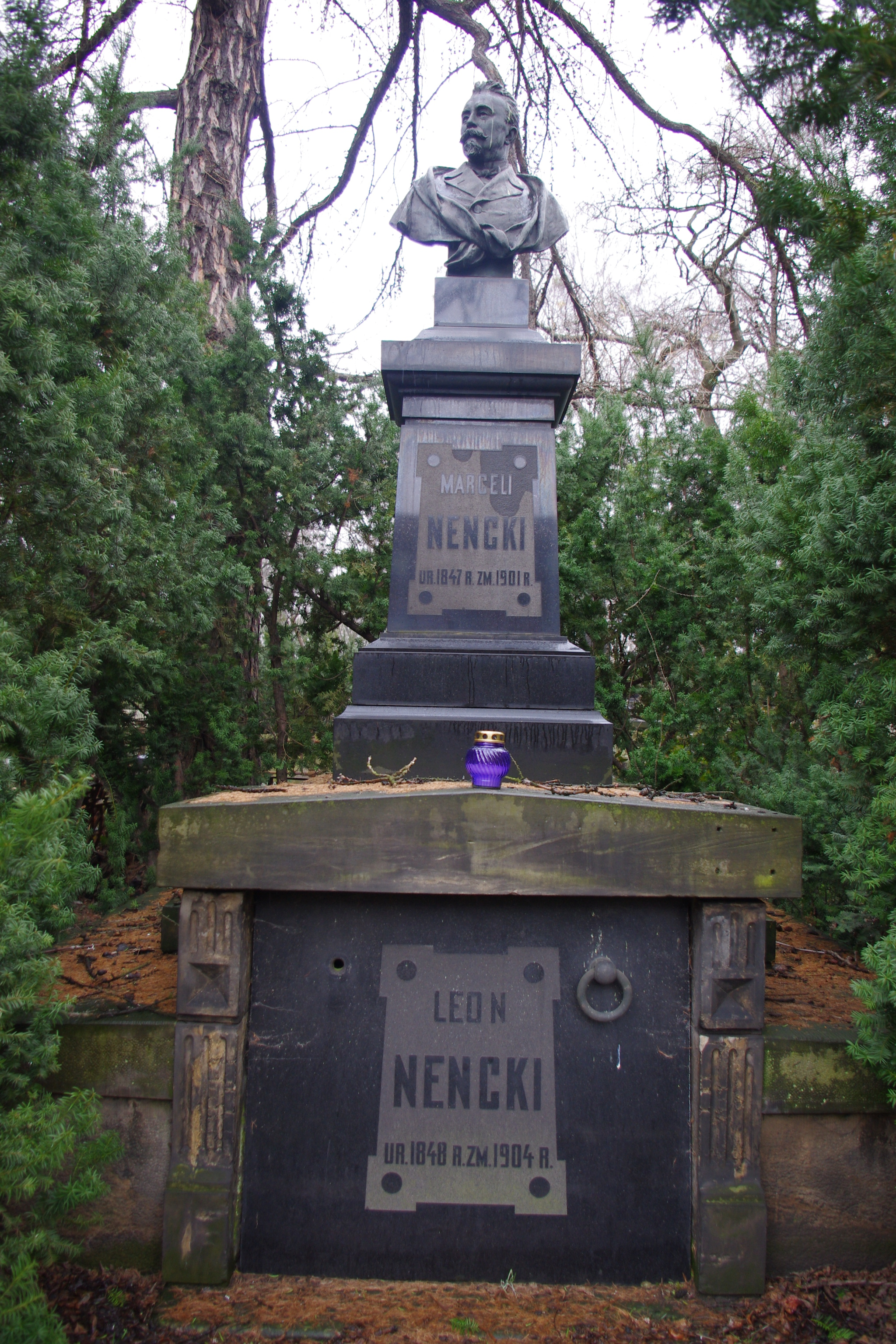
Grób braci Leona i Marcelego Nenckich na Cmentarzu ewangelicko-reformowanym w Warszawie

Leon Piotr Nencki (ur. 28 czerwca 1848 w Boczkach, zm. 22 maja 1904 w Warszawie) – polski lekarz, chemik, bakteriolog i propagator higieny społecznej, brat Marcelego Nenckiego.

## Życiorys
Był dziewiątym z kolei dzieckiem Wilhelma i Katarzyny Serwaczyńskiej. Ojciec, ewangelik reformowan z wykształcenia prawnik, był właścicielem Sikucina, Kobyli Miejskiej, Boczek i Bruss. 
Uczył się w Rządowym Gimnazjum w Piotrkowie Trybunalskim, a następnie w Gimnazjum Filologicznym w Kaliszu, gdzie w 1866 uzyskał maturę. Tego samego roku wstąpił na Wydział Lekarski Szkoły Głównej Warszawskiej.
W 1872 wyjechał na dalsze studia na Uniwersytecie w Bernie, gdzie rok później złożył egzaminy lekarskie. W swojej pracy doktorskiej Ueber das Verhalten einiger aromatischer Verbinungen im Thierkőrper, której promotorem był Marceli Nencki, zajmował się węglowodorami aromatycznymi i ich zachowaniem się w organizmach żywych. Po otrzymaniu doktoratu, między 1874 a 1876, uzupełniał swe wykształcenie na uniwersytetach w Wiedniu, Paryżu i Londynie. Wrócił do |Warszawy w 1877, gdzie po nostryfikacji dyplomu podjął praktykę lekarską. W 1881 został mianowany kierownikiem pracowni chemiczno-bakteriologicznej w Szpitalu św. Ducha w Warszawie, a następnie ordynatorem oddziału chorób wewnętrznych tamże.
Interesował się polepszeniem warunków higieny szpitali i mieszkań. Przedstawiał na posiedzeniach czasopisma „Przegląd Techniczny” najnowocześniejsze przyrządy do dezynfekcji. Badał metody usprawniania przechowywania żywności. Był pionierem stosowania kriometrii, metody opartej na
prawie Raoulta, której używał do badania czystości mleka.
Należał do Koła Wydawców „Gazety Lekarskiej”. Był jednym z jej wydawców, obok Teodora Herynga, Franciszka Jawdyńskiego, Zygmunta Kramsztyka, Władysława Matlakowskiego, Edmunda Modrzejewskiego, Henryka Nusbauma, Alfreda Sokołowskiego.
Od roku 1895 był współredaktorem i współwłaścicielem Gazety Lekarskiej.
W 1895 został mianowany honorowym członkiem Międzynarodowego Towarzystwa Higienicznego z siedzibą w Brukseli. W 1898 został powołany na członka Rady i wiceprezesa Warszawskiego Towarzystwa Higienicznego. Opublikował około 60 prac naukowych w różnych czasopismach polskich i zagranicznych.
W l. 1892-1903 był świeckim radcą Konsystorza Kościoła Ewangelicko-Reformowanego w Warszawie.
Nie założył rodziny. Zmarł nagle, 22 maja 1904 roku w Warszawie, w wieku 55 lat, trzy lata po śmierci swego brata Marcelego. Został pochowany na Cmentarzu ewangelicko-reformowanym w Warszawie (kwatera A-2-4).